# West Chester (Pensylwania)
West Chester – miasto w Stanach Zjednoczonych, w stanie Pensylwania. W 2009 roku liczyło 18429 mieszkańców.